# Clouds of Sils Maria
Clouds of Sils Maria (prt: As Nuvens de Sils Maria; bra: Acima das Nuvens) é um filme de drama franco-germano-suíço de 2014 escrito e dirigido por Olivier Assayas, estrelado por Juliette Binoche, Kristen Stewart e Chloë Grace Moretz, que teve sua estreia no Festival de Cannes de 2014. O filme segue uma atriz de meia-idade (Binoche) estabelecida como a amante mais velha em um drama romântico lésbico ao lado de uma jovem estrela (Moretz). Ela é dominada por inseguranças pessoais e ciúmes profissionais - tudo isso enquanto a tensão sexual fervilha entre ela e sua assistente pessoal (Stewart). O roteiro foi escrito com Binoche em mente e incorpora elementos de sua vida na trama.

## Elenco
- Chloë Grace Moretz - Jo-Ann Ellis
- Kristen Stewart - Valentine
- Juliette Binoche - Maria Enders
- Lars Eidinger - Klaus Diesterweg
- Brady Corbet - Piers Roaldson
- Bruno Ganz - Henryk Wald
- Johnny Flynn - Christopher Giles
- Lars Eidinger - Klaus Diesterweg
- Hanns Zischler	- Henryk Wald
- Angela Winkler - Rosa Melchior
- Alister Mazzotti - policial de Los Angeles
- Steffen Mennekes - Jornalista
- Claire Tran - Mei-Ling[5]

## Recepção
No agregador de críticas Rotten Tomatoes, o filme tem uma pontuação de 90% com base em 169 comentários dos críticos que é seguido do crítico: "Amparado por um trio de performances poderosas de seus talentosos protagonistas, Clouds of Sils Maria é um drama absorvente e ricamente detalhado com profundidade e inteligência impressionantes." No Metacritic, o filme tem uma pontuação média ponderada de 79 de 100, com base em 41 críticas de críticos de cinema, indicando "críticas geralmente favoráveis".
Clouds of Sils Maria estreou no Festival de Cinema de Cannes com críticas positivas. Robbie Collin do The Daily Telegraph afirmou que "este é um drama complexo, encantador e melancólico, outro filme destemidamente inteligente de Assayas." Ele disse: "Binoche desempenha o papel com elegância e humor melancólico - sua personagem desliza entre a ficção e o fato de uma forma que lembra seu papel em Certified Copy de Abbas Kiarostami. Mas é Stewart quem realmente brilha aqui. Valentine é provavelmente seu melhor papel até agora : ela é nítida e sutil, cognoscível e de repente distante, e uma reviravolta tardia e surpreendente é tratada com uma leveza brilhante de toque."
Peter Debruge da Variety disse que foi a "réplica ousada de Assayas, uma meta-ficção em várias camadas, voltada para as mulheres, que empurra todos os envolvidos - incluindo as estrelas da próxima geração Kristen Stewart e Chloë Grace Moretz - a novas alturas."

## Prêmios e indicações
| Premiação                               | Categoria                                                            | Indicado                                                         | Resultado                         |
| --------------------------------------- | -------------------------------------------------------------------- | ---------------------------------------------------------------- | --------------------------------- |
| Boston Society of Film Critics          | Melhor Atriz Coadjuvante                                             | Kristen Stewart                                                  | Venceu                            |
| Boston Online Film Critics Association  | Melhor Atriz Coadjuvante                                             | Kristen Stewart                                                  | Venceu                            |
| Cannes Film Festival                    | Melhor Filme                                                         | Olivier Assayas                                                  | Indicado                          |
| Chicago International Film Festival     | Melhor Filme                                                         | Olivier Assayas                                                  | Indicado                          |
| César Awards                            | Melhor Filme Melhor Realizador Melhor Atriz Melhor Atriz Coadjuvante | Olivier Assayas Olivier Assayas Juliette Binoche Kristen Stewart | Indicado Indicado Indicada Venceu |
| Detroit Film Critics Society Awards     | Melhor Atriz Coadjuvante                                             | Kristen Stewart                                                  | Indicada                          |
| Hawaii International Film Festival      | Melhor Filme                                                         | Olivier Assayas                                                  | Indicado                          |
| International Cinephile Society Awards  | Melhor Fotografia                                                    |                                                                  | Venceu                            |
| International Cinephile Society Awards  | Melhor Atriz Melhor Roteiro                                          | Juliette Binoche Olivier Assayas                                 | Venceu Venceu                     |
| Italian Online Movie Awards             | Melhor Atriz Melhor Atriz Coadjuvante Melhor Filme Europeu           | Juliette Binoche Kristen Stewart Olivier Assayas                 | Indicada Indicada Indicado        |
| Los Angeles Film Critics Association    | Melhor Atriz Coadjuvante                                             | Kristen Stewart                                                  | Indicada                          |
| Lumiere Awards                          | Melhor Atriz                                                         | Juliette Binoche                                                 | Indicada                          |
| Munich Film Festival                    | Melhor Filme Estrangeiro                                             | Olivier Assayas                                                  | Indicado                          |
| New York Film Critics Circle Awards     | Melhor Atriz Coadjuvante                                             | Kristen Stewart                                                  | Venceu                            |
| Online Film Critics Society             | Melhor Atriz Coadjuvante                                             | Kristen Stewart                                                  | Indicada                          |
| Prix Louis Delluc                       | Melhor Filme                                                         | Olivier Assayas                                                  | Venceu                            |
| San Diego Film Critics Society's Awards | Melhor Atriz Coadjuvante                                             | Kristen Stewart                                                  | Indicada                          |